# Индонежанска рупија
Индонежанска рупија (индонежански: Rupiah Indonesia) је званична валута у Индонезији. Скраћеница за рупију је Rp а међународни код IDR. Рупију издаје Банка Индонезије а штампа Перум Перури. У 2009. години инфлација је износила 3,65%. Једна рупија се састоји се од 100 сена.
Постоје новчанице у износима 1000, 2000, 5000, 10000, 20000, 50000, 100000 као и кованице од 50, 100, 200, 500 и 1000.